# Макаха
Макаха (гав. Mākaha) — статистически обособленная местность в округе Гонолулу (штат Гавайи, США).

## История
Исторически сложилось так, что район Макаха являлся ahupuaa, то есть был земельным участком, принадлежавшим королевской семье, и управлялся членами высшей касты.

## География
Согласно Бюро переписи населения США статистически обособленная местность Макаха имеет общую площадь 13,6 квадратных километров, из которых 6 км2 относится к суше и 7,6 км2 или 56 % — к водным ресурсам.

## Демография
По данным переписи населения за 2000 год в Макаха проживало 7753 человека, насчитывалось 2388 домашних хозяйств, 1721 семья и 3208 жилых домов. Средняя плотность населения составляла около 1283,7 человек на один квадратный километр.
Расовый состав Макаха по данным переписи распределился следующим образом: 19 % белых, 1,39 % — чёрных или афроамериканцев, 0,71 % — коренных американцев, 15,23 % — азиатов, 21,9 % — коренных жителей тихоокеанских островов, 40,14 % — представителей смешанных рас, 1,63 % — других народностей. Испаноговорящие составили 17,86 % населения.
Из 2388 домашних хозяйств в 37,8 % — воспитывали детей в возрасте до 18 лет, 44,9 % представляли собой совместно проживающие супружеские пары, в 19,6 % семей женщины проживали без мужей, 27,9 % не имели семьи. 20,8 % от общего числа семей на момент переписи жили самостоятельно, при этом 5,3 % составили одинокие пожилые люди в возрасте 65 лет и старше. В среднем домашнее хозяйство ведут 3,2 человек, а средний размер семьи — 3,7 человек.
Население Макаха по возрастному диапазону (данные переписи 2000 года) распределилось следующим образом: 31,7 % — жители младше 18 лет, 11,3 % — между 18 и 24 годами, 26,1 % — от 25 до 44 лет, 20,5 % — от 45 до 64 лет и 10,3 % — в возрасте 65 лет и старше. Средний возраст жителей составил 30 лет. На каждые 100 женщин приходилось 98,9 мужчин, при этом на каждые сто женщин 18 лет и старше приходилось 95,1 мужчин также старше 18 лет.

## Экономика
Средний доход на одно домашнее хозяйство Макаха составил 35 674 долларов США, а средний доход на одну семью — 36 563 доллара. При этом мужчины имели средний доход в 34 081 доллара в год против 24 606 долларов среднегодового дохода у женщин. Доход на душу населения составил 14 267 долларов в год. 22,3 % от всего числа семей в местности и 23,9 % от всей численности населения находилось на момент переписи за чертой бедности, при этом 32,8 % из них были моложе 18 лет и 9,3 % — в возрасте 65 лет и старше.